# Polyrhachis subpilosa
Polyrhachis subpilosa é uma espécie de formiga do gênero Polyrhachis, pertencente à subfamília Formicinae.